# Paul Scudo
Paul Scudo (Venezia, 8 giugno 1806 – Blois, 14 ottobre 1864) è stato un critico musicale e musicologo francese d'origine italiana.

## Biografia
Paul Scudo nacque l'8 giugno 1806 a Venezia.
Trascorse la sua infanzia in Germania prima di entrare, intorno al 1824, nell'Istituto Reale di Musica Classica e Religiosa di Alexandre-Étienne Choron. Nel 1825 ricoprì un piccolo ruolo ne Il viaggio a Reims di Rossini, studiò armonia con Hippolyte Chélard e proseguì la sua formazione alla scuola di Choron, dove divenne professore di canto nel 1829 e nel 1830..
Dopo la rivoluzione di luglio, lavora come clarinettista in un reggimento militare, poi come insegnante di musica e lingue a Tours e a Vendôme. Ritornò a Parigi, dove intraprese la carriera di autorevole critico musicale, collaborando dal 1840 a numerose riviste, tra cui la Revue des deux mondes, la Revue indépendante, il Siècle, la Revue de Paris, la Revue et gazette musicale de Paris e L'Art musical.

## I suoi rapporti con Berlioz
In questo contesto, Scudo è uno dei ""più fedeli nemici" della musica di Berlioz. È anche l'unico giornalista a criticare Les Grotesques de la musique al momento della loro pubblicazione nel 1859. È vero che, senza nominarlo, Berlioz lo definisce in quest'opera come "Giove della critica", un "illustre e coscienzioso Aristarco". Nel poscritto delle sue Memorie, l'autore della Sinfonia fantastica lo definisce un "Monomaniaco", che lo attacca sempre con accanimento.
Paul Scudo non è nemmeno un sostenitore di Richard Wagner. Charles Baudelaire, in un articolo dedicato al compositore tedesco, descrive Scudo "agitato e pretenzioso nell'espressione delle sue sentenze antiwagneriane", come riportato da Joseph-Marc Bailbé.
Pierre Citron ipotizza che l'ostilità di Scudo nei confronti di Hector Berlioz fosse dovuta a un attacco di quest'ultimo contro la musica italiana. Tuttavia, l'osservazione del compositore francese si rivela giustificata. Paul Scudo viene internato in un ospedale psichiatrico, dove muore nel 1864..

## Opere
Come compositore, Paul Scudo è autore di numerose poesie d'amore, genere musicale di cui ha scritto la storia (1832), su poesie di Victor Hugo (tra cui La captive su un poema delle Les Orientales), Alfred de Musset, Alphonse de Lamartine e Maurice-Saint-Aguet (tra cui Le Fil de la vierge), in particolare
È autore anche di un romanzo musicale, Le Chevalier Sarti (1857), e ha raccolto i suoi articoli di critica in diverse raccolte::
- Critique et littérature musicale (1850; III edizione, 1856);
- L'Art ancien et l'Art moderne [...] (1854);
- L'Année musicale [...] (Hachette, 1860-1863);
- La Musique en 1862 (1863).

## Postérité
Alcune critiche di Paul Scudo sono state riprese da Nicolas Slonimsky nel suo Lexicon of Musical Invective (Lessico delle invettive musicali), un'antologia di critiche negative rivolte a capolavori della musica classica o a grandi maestri del suo tempo:
(Critique et Littérature Musicales, Parigi, 1852.)
(L'année Musicale, Paris, 1862.)
(Critique et Littérature Musicales, Paris, 1852.)
(La Revue des deux Mondes, Parigi, 15 dicembre 1856)
(La Revue des deux Mondes, Parigi, 15 marzo 1862.)
Nella sua biografia di Debussy, il compositore Jean Barraqué cita quest'ultima critica aggiungendo questo commento esasperato sui cattivi musicisti della Germania moderna.
Nel 1893 Paul Dukas menziona il critico per stigmatizzarne gli errori professionali:

## Precisazioni
1. ↑  Nicolas Slonimsky menziona «l'ineffabile Scudo, quel critico francese la cui carriera si concluse in un manicomio».

## Bibliographie
- (FR) Joël-Marie Fauquet (dir.) e Joseph-Marc Bailbé, Scudo, Paul, in Dictionnaire de la musique en France au XIX, Librairie Arthème Fayard, 2003,  p. 1140, ISBN 2-213-59316-7..
- (FR) Jean Barraqué, Debussy, collana Solfèges, Parigi, Seuil, 1962, ried. 1994,  pp. 250, ISBN 978-2-02-020626-6.
- (FR) Hector Berlioz, Les Grotesques de la musique, Paris, Symétrie, 2011,  pp. 252, ISBN 978-2-914373-77-7., presentati da Gérard Condé
- (FR) Hector Berlioz, Mémoires de Hector Berlioz, collana Harmoniques, Paris, Flammarion, 1991, ISBN 978-2-7000-2102-8. Presentati da Pierre Citron
- (FR) Jeffrey Cooper, Scudo, P. [Pierre, Pietro, Paul o Paulo]. URL consultato il 1º giugno 2025.
- (FR) Paul Dukas, Les écrits de Paul Dukas sur la musique, collana Musique et musiciens, Paris, Société d'Éditions Françaises et Internationales (SEFI), 1948,  pp. 696. Prefazione di Gustave Samazeuilh
- (EN) Nicolas Slonimsky, Lexicon of musical invective, New York, W.W. Norton & Company, 2000  [1953],  pp. 325, ISBN 978-0-393-32009-1.